# Iserlohn Roosters
Az Iserlohn Roosters egy német jégkorongcsapat Iserlohnban. A csapat a Deutsche Eishockey Ligában játszik.

## Története
A klubot 1959-ben alapították EC Deilinghofen néven.

### Korábban használt nevek
- 1959–1979 – EC Deilinghofen
- 1979–1988 – ECD Iserlohn
- 1988–1994 – ECD Sauerland
- 1994–2000 – Iserlohner EC
- 2000–napjainkig – Iserlohn Roosters

## Helyezések
Deutsche Eishockey Liga: 5. hely (2007-08)